# ぶかつどう
『ぶかつどう』は伊藤清順による日本の漫画作品。秋田書店刊行『週刊少年チャンピオン』に1995年49号から1996年30号まで連載された。全31話。

## 概要
この世のあらゆる競技を全て超一流にこなせる金田光正が中学校でほぼ全てのクラブ活動から助っ人を依頼されて対応していく話。
第一部は異種部活動バトルロイヤル編、第二部は全央中部活動十五人衆編となっている。
単行本は発行されていない。PUFFYの吉村由美が秋田書店に電話して単行本化を直訴した。

## 登場人物
金田 光正（かねだ みつまさ）
運動神経超抜群・頭脳超優秀であり、あらゆるジャンル全てを超一流にこなせる。クラブ活動で助っ人で呼ばれ、スケジュールは半年後まで詰まっている。異名は「さすらいの部活野郎」。
浅倉 のりこ（あさくら のりこ）
マネージャー。
京橋 氷也（きょうばし ひょうや）
体育系のスーパースター。
円科 七重（まどか ななえ）
文芸系の天才。
仲本 羊助（なかもと ようすけ）
一般人。